# La bodega
La bodega és una pel·lícula franco-espanyola del 1930 dirigida per Benito Perojo, basada en la novel·la homònima de Vicente Blasco Ibáñez i protagonitzada per Colette Darfeuil, Valentín Parera i Enrique Rivero. Originalment es va fer com una pel·lícula muda, amb so afegit més tard. Gràcies a la reputació de la pel·lícula, Perojo va ser convidat a Hollywood per fer pel·lícules en castellà per als principals estudis.

## Sinopsi
Fermín treballa als cellers de la família Dupont a Jerez, en unes condicions de misèria i explotació gairebé feudals. La seva filla María Luz cura al seu fillol Rafael, ferit en una operació de contraban. María Luz i Rafael s'enamoren i es prometen, però Don Luis es dedica a festejar María davant Rafael, qui també és assetjat per Lola "La marquesita", cosina de Don Luis.

## Repartiment
- María Luz Callejo
- Joaquín Carrasco
- Jean Coste - Pablo Dupont
- Régina Dalthy
- Colette Darfeuil - La Marquesita
- Gabriel Gabrio - Fermin
- Madame Guillaume
- Valentín Parera - Don Luis
- Concha Piquer - Maria Luz
- Enrique Rivero - Rafael